# Црква Сабора Светог архангела Гаврила у Цветановцу
Црква Сабора Светог архангела Гаврила у Цветановцу, насељеном месту на територији општине Љиг, припада Епархији ваљевској Српске православне цркве.
Црква посвећена Светом архангелу Гаврилу подигнута је непосредно уз старији храм, који је оштећен у земљотресу 1998. године. Нова црква је подигнута у периоду од 1998. до 2008. године. Освештана је 12. октобра 2008. године од епископа ваљевског Милутина.